# Badhuis (Groningen)
Het Badhuis was een badhuis en zwembad aan de Kleine Badstraat in de stad Groningen. Het complex, officieel de Gemeentelijke bad- en zweminrichting  werd geopend in 1881. De buurt waarin het was gevestigd staat nog steeds bekend als de Badstratenbuurt. Bij het uitgevoerde badhuis werd in 1936 het beeld Vrouw met twee dolfijnen van de hand van Bas Galis geplaatst. Het complex heeft tot halverwege de jaren vijftig dienst gedaan. Het zwembad werd gesloten na het gereedkomen van De Papiermolen. Het terrein werd verkocht aan tabaksfabriek Theodorus Niemeyer. Het directiegebouw van het badhuis bleef behouden en werd in 2010 aangewezen als gemeentelijk monument. Het beeld van Galis verhuisde na de sluiting van het bad naar de Piccardthof, na restauratie keerde het in 2024 terug naar het badhuis.

## Het bad
Het complex omvatte twee zwembassins. Voor het noordelijke bad, bekend als het heerenbad  diende een toegangsbewijs te worden gekocht. Het zuidelijke bad, langs de spoorlijn naar Leeuwarden, dat gratis was stond bekend als  het loezebad. De kwaliteit van het zwemwater was bedroevend. Al in 1905 constateerde de gemeentelijke Gezondheidscommissie dat de waterkwaliteit in met name het gratis bassin onaanvaardbaar was. Het werd echter niet ververst omdat het water in het Hoornsediep, waaruit het water moest komen, van nog slechtere kwaliteit was. De commissie adviseerde sluiting van het bad, welk advies niet werd opgevolgd.
De slechte kwaliteit was wel stimulans voor de bouw van zowel het Helperbad (1925) als het Noorderbad (1934) en uiteindelijk het openluchtbad De Papiermolen. Na de sluiting werd het bad gedempt en de kleedhokjes gesloopt. Het directiegebouw, dat ook in gebruik was bij Niemeyer, werd in 1990 verkocht aan een woningbouwvereniging. Het werd in 1993 verbouwd tot twee woningen, een atelier en een buurthuis.

## Het directiegebouw
Het directiegebouw dat behouden bleef omvatte oorspronkelijk een woning voor de directeur, een koffiekamer en een damessalon. Het gebouw was ontworpen door Gemeentewerken in een Chaletstijl.

## Galerij

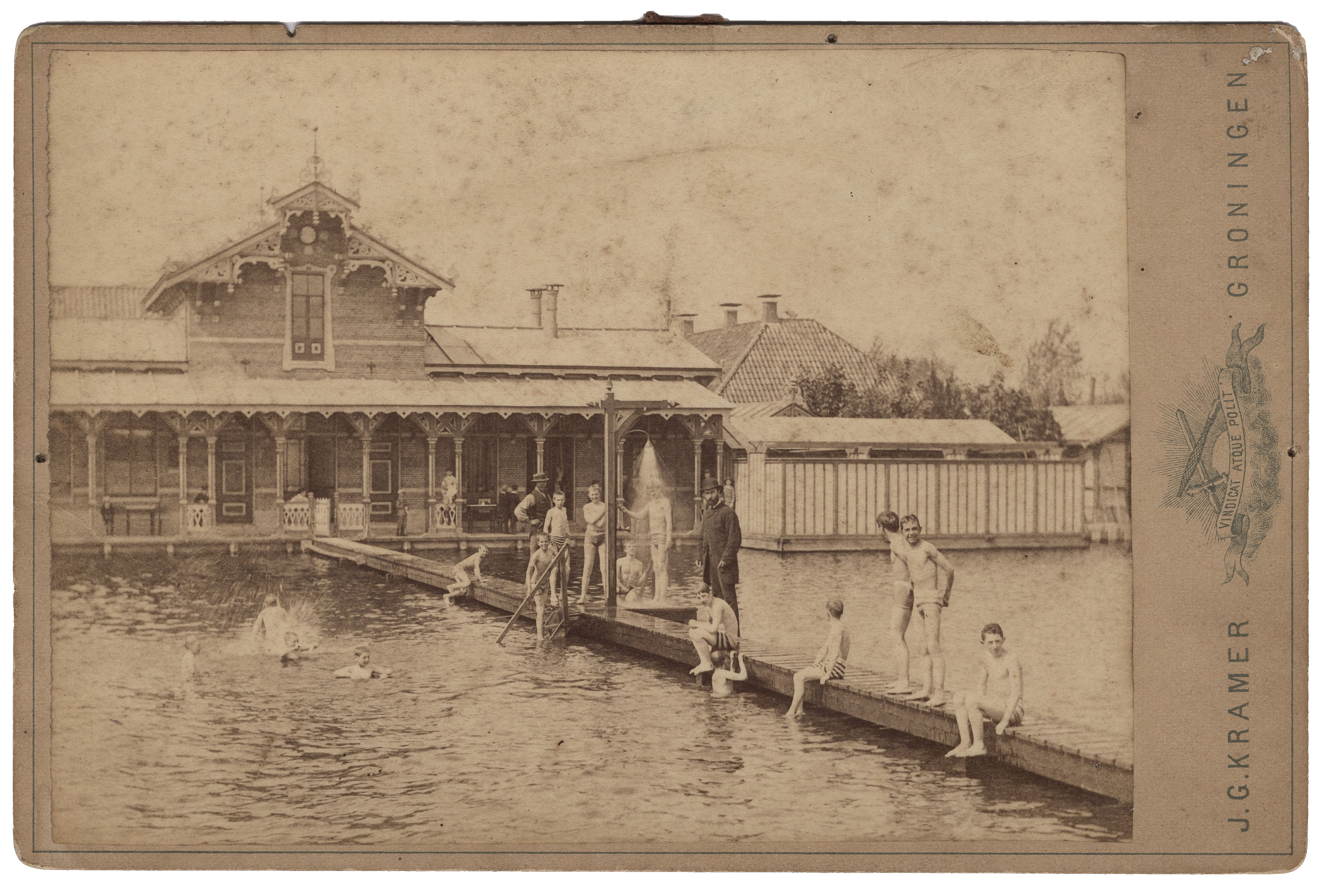
Het badhuis in de periode 1879-1886, foto van J.G. Kramer
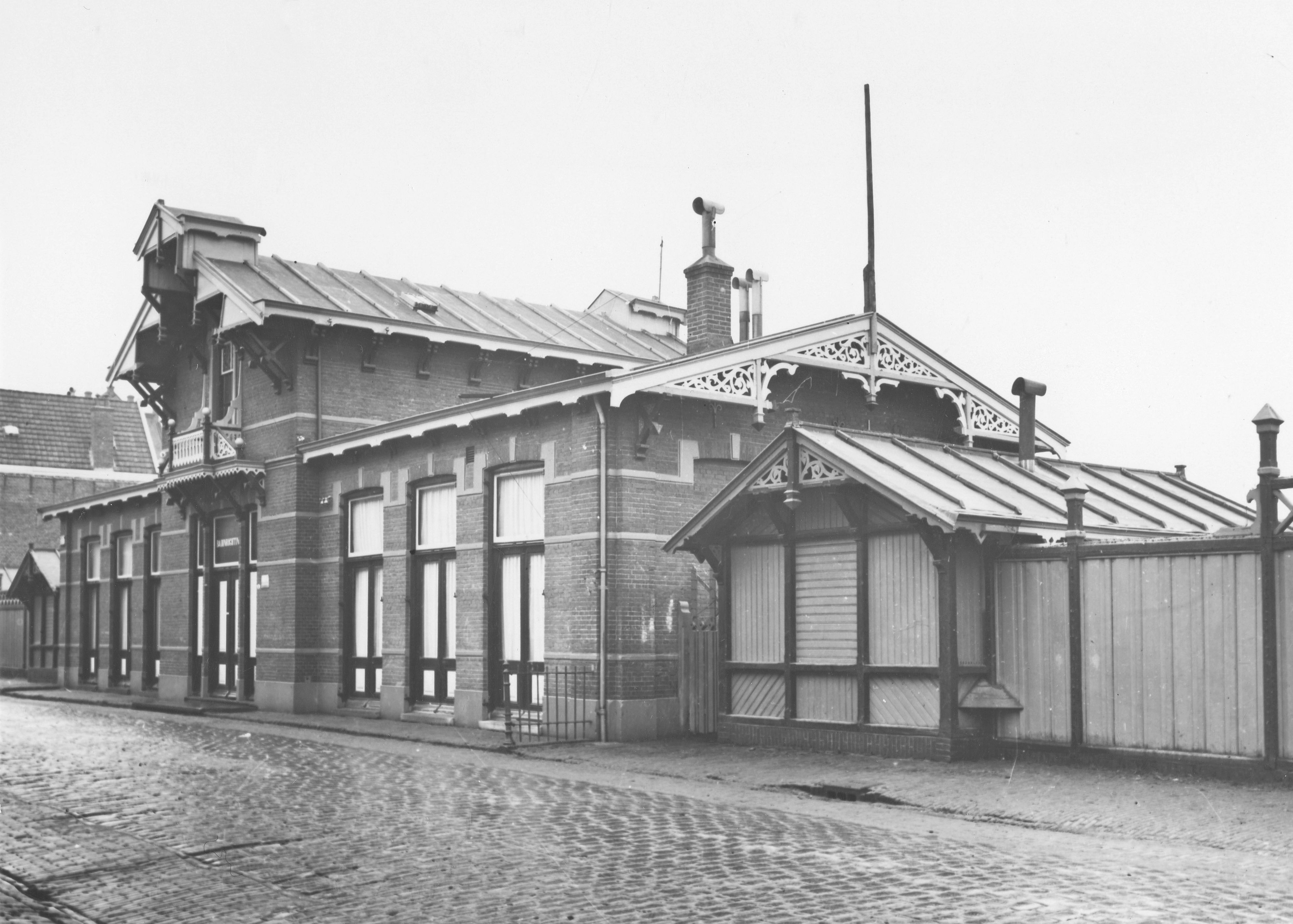
Het badhuis in de periode 1910-1930, foto van P.B. Kramer
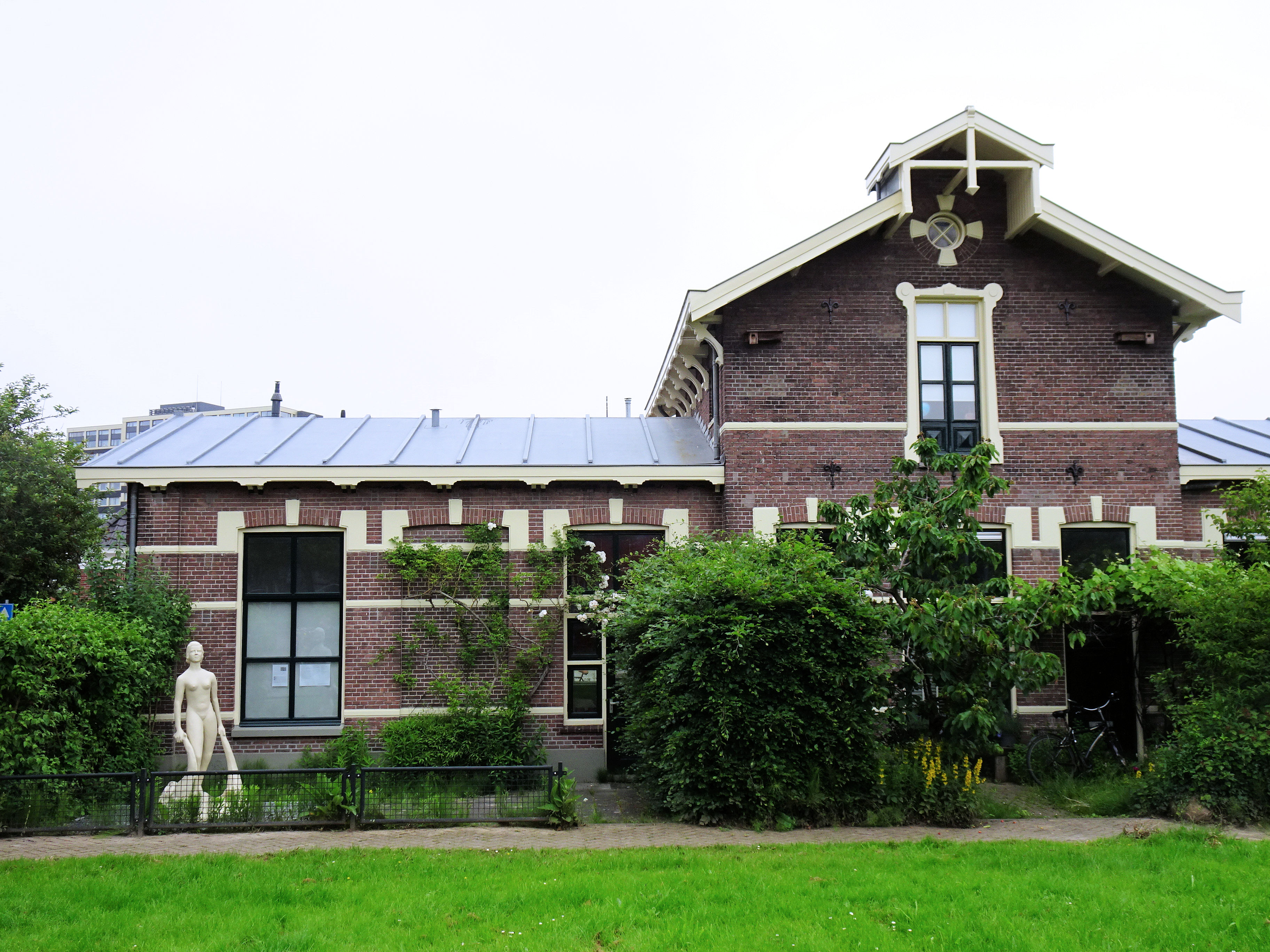
Het badhuis in 2024, links het beeld Vrouw met twee dolfijnen